# 미얀마 민족민주동맹군

MNDAA의 기

미얀마 민족민주동맹군(Myanmar National Democratic Alliance Army, MNDAA)은 미얀마의 코캉족들의 반군이다. 이 군대는 1989년부터 존재했으며 버마 정부와 휴전 협정을 체결한 최초의 군대였다. 휴전은 약 20년 동안 지속됐다.

## 역사
이 조직은 1989년 3월 12일, 버마 지역 공산당의 지역 수장인 풍자신(Peng Jia Sheng 또는 Phone Kyar Shin)이 공산 정부에 불만을 품고 탈퇴하여 MNDAA를 결성한 후 결성되었다. 그의 형 펑지아푸와 함께 그들은 코캉의 새로운 부대가 되었다. 군병력은 1,500명에서 2,000명 사이이다.
반군은 곧 정부군과의 휴전에 합의한 최초의 단체가 되었다. 샨주 지역에서 처음으로 휴전에 서명한 단체로서 버마 중앙 정부는 MNDAA가 통제하는 코캉 지역을 "미얀마 제1특구"(Shan State Special Region 1, 중국어: 缅甸掸邦第一特区)로 불렀다. 휴전 후 이 지역은 경제 호황을 누렸으며, MNDAA와 지역 미얀마 군대(Tatmadaw) 부대 모두 아편 수확량과 헤로인 정제 증가로 이익을 얻었다. 이 지역에서는 메스암페타민도 생산된다. MNDAA와 기타 준군사 단체가 재배 지역을 통제하므로 마약 밀매와 조직 범죄 집단의 쉬운 표적이 된다. 평화 미얀마 그룹(Peace Myanmar Group)은 MNDAA의 마약 수익을 세탁하고 합법적인 경제에 재투자하는 것으로 알려졌다.